# Nikolaosz Damaszkénosz
Nikolaosz Damaszkénosz (görögül: Νικόλαος Δαμασκηνός, latinul: Nicolaus Damascenus; Damaszkusz, Kr. e. 64 – Róma, Kr. u. 4 után) ókori görög történetíró.
I. Heródes zsidó király barátja, Marcus Antonius és Kleopátra gyermekeinek nevelője volt, de emellett peripatetikus filozófusként is működött. Mégsem ezek miatt, hanem történeti művei által lett híressé. Mára már elveszett hatalmas, 144 könyvből álló egyetemes története az asszírokkal kezdődött és saját koráig terjedt. Kisebb művei a következők voltak:
- Biosz Kaiszarosz – Augustus római császár életrajza
- Szünagóghé paradoxón enón – Heródesnek fölajánlott néprajzi mű
- Peri ton idion bion – önéletrajz